# Marchesani
I Marchesani sono una famiglia d'antica nobiltà centro-italiana.

## Le origini
Le origini più antiche della famiglia Marchesani possono essere individuate etimologicamente nella regione della Marca Anconitana (le attuali Marche); tuttavia un'antica documentazione rinvenuta dallo storico vastese Carlo Marchesani presso l'Archivio di Stato di Genova attesta la presenza di una notabile famiglia mercantile Marchesani anche in Provenza.
Un'accuratissima indagine storica sulla famiglia è svolta da A. Iorio nel saggio Memorie storiche della famiglia Marchesani contenuto in Studi meridionali voll. 11 – 12.
Iorio afferma che «la famiglia Marchesani […] può essere annoverata tra le più illustri del Regno di Napoli perché fiorì con distinta nobiltà nel XII secolo nel ducato di Apulia; nel XIII nel Principato di Salerno e successivamente in Sicilia e nel Piemonte. Dal XV all'XVII, come risulta con chiarezza dai documenti d'archivio, fu presente nell'Abruzzo Citra, nel Contado di Molise ed in Terra di Lavoro come attestano anche numerosissime fonti storiche, fino ad ora trascurate, di non dubbia fede e le numerose e nobili parentele documentate dai trattati di araldica e genealogia». Con riguardo alla provenienza della famiglia lo Iorio aggiunge che «fino a non molto tempo fa si riteneva che i Marchesani, di origine spagnola, fossero giunti in Italia come “uomini d'arme” al seguito del Re Martino I, detto il Vecchio (1356 – 1410), che nel 1392 accompagnò in Sicilia il figlio Martino il Giovane per aiutarlo nella lotta contro i nobili siciliani ribelli. Senonché scrupolose e lunghe ricerche […] mi hanno consentito di stabilire con assoluta certezza che il casato Marchesani possedeva feudi, detti in demanium o in capite, perché rilevati direttamente dal Re o dalla Curia, sin dall'epoca normanna».

## I feudi
Nel XII secolo un JOHANNES MARCHISANUS, che secondo alcuni studiosi (CARRELLI) partecipò alla III Crociata, era barone di un feudo nel Contado d'Andria e di Bitonto (Bari). Nel 1505 i legittimi discendenti del barone del Contado d'Andria e di Bitonto furono iscritti alla nobiltà barese. Sempre nel XII secolo i Marchesani erano tra i Casati più in vista nel Principato di Salerno, giacché avevano ricevuto direttamente dal Sovrano il titolo cavalleresco di miles.  Nel XIII secolo membri del Casato sono citati come alti dignitari presso re e principi. Nel 1290 un GIOVANNI MARCHISANO è ambasciatore del Principato di Salerno. Nel 1297 si rinviene un RICCARDO MARCHISANUS, esattore presso il Re di Sicilia Carlo d'Angiò.  Nel corso dei secoli XIII e XIV «i Marchesani ebbero sempre dai Sovrani grande protezione perché ricoprirono prestigiosi incarichi anche fuori dal regno. Inoltre la facilità con la quale erano ammessi a Corte conferma la loro influenza nella città […] Nel XIV secolo un Barone Marchesano possedeva il castello di Châteaneuf sito nella piana detta della Morea […] pertanto la presenza di un Marchesano indica chiaramente l'importanza assunta nel XIV secolo dalla nobile famiglia salernitana», secondo Iorio.

## La discendenza abruzzese
Lo IORIO concentra infine la sua attenzione sul ramo abruzzese del nobile Casato: «storicamente i Marchesani comparvero per la prima volta nell'Abruzzo Citra (nona provincia del Regno di Napoli) nel corso della prima metà del secolo XVI e precisamente a Roccacinquemiglia». Qui la famiglia si radicò per secoli, lasciando numerosissime testimonianze storiche e artistiche (vedi IORIO).
Il Casato ebbe nel corso del XVI il possesso di numerose baronie in Abruzzo e Molise: Castel di Sangro, Roccaraso, Castel del Giudice, Pizzone, Cerro al Volturno, San Vincenzo al Volturno, Castelpizzuto, Rivisondoli, Vastogirardi, Cameli, Carovilli, Frosolone, Castel S. Vincenzo, Caccavone, Pietrabbondante, Tenzonoso e Colle Stefano, Scanno, Pescocostanzo, Casalcipriano.La famiglia Marchesano tenne come feudo anche Castrovalva.
Fra il XVII e il XVIII secolo, con la progressiva crisi del sistema feudale, un ramo della famiglia dovette inurbarsi da Pietrabbondante in Vasto, rinunciando conseguentemente ai titoli, ma mantenendo uno status elevato.

## Il ramo vastese
Come detto proprio nella città di Vasto (CH) un'importante parte della famiglia Marchesani, proveniente da Pietrabbondante, dovette inurbarsi e imborghesirsi fra il XVII e il XVIII secolo. Preme sottolineare che le importanti cariche e professioni raggiunte dai membri della famiglia, che di seguito elencheremo, testimoniano la permanenza di un rango molto elevato nel nucleo familiare ancorché non più nobile (sebbene i matrimoni con esponenti della nobiltà vastese non furono rari).
Autore di un'importante "Storia di Vasto" fu LUIGI MARCHESANI (1802-1870), medico e storico, personaggio molto influente nella sua città. Della sua testimonianza ci avvarremo ora per la ricostruzione dei principali nuclei familiari presenti nel Comune. Capostipite del ramo vastese sembra essere un VINCENZO MARCHESANI (seconda metà del XVII secolo). Alla seconda generazione vastese appartengono un FRANCESCO MARIA MARCHESANI (nato nel 1756 e figlio di Rosa Palumbo), notaio, FEDERICO MARCHESANI, NICOLA MARCHESANI, giudice, FRANCESCO ANTONIO MARCHESANI (figlio di Rachele Mancini). Figli di FRANCESCO MARIA furono: CESARE (avvocato), ANTONIO (sacerdote), ENRICO (morto in Russia con Napoleone), GIUSEPPE, FILOTEO. Dal matrimonio tra FRANCESCO ANTONIO ed Elisabetta Giacomucci, nobile, nacquero: LUIGI (medico e storico), POMPEO, VINCENZO (notaio), ANICETO, ROBERTO, ALFONSO. Oltre ad Enrico, altro esponente della famiglia che dovette scontrarsi con la Grande Storia fu un GAETANO MARCHESANI, nato nel 1842 e morto nel 1866 durante la famosa battaglia di Lissa.

## Personalità illustri
- Giovanni Battista Marchisani, decano della Segnatura di Giustizia dello Stato Pontificio;

- Francesco Maria Marchesani (n.1756), notaio e avvocato vastese;

- Nicola Marchesani, dottore di leggi vastese;

- Luigi Marchesani (1802-1870), medico vastese e autore di una pregevole Storia di Vasto (1838);

- Mario Marchesani (1908-1991), generale italiano;

- Pietro Marchesani (1942-2011), traduttore e professore universitario italiano;

## Parentele illustri
I Marchesani furono imparentati con le seguenti famiglie nobili del Regno di Napoli:
- Comite (di sangue lombardo)

- D'Alessandro (famiglia nobile napoletana ammessa all'ordine di Malta)

- Della Posta (originaria di Foggia e ammessa nell'ordine di Malta)

- De Raho  (di origine normanna)

- Corvi

## Lo stemma
Lo stemma di famiglia è costituito da uno scudo (cioè la formella base) di forma ovale con ampie volute; al centro figura una torre merlata alla ghibellina, torricellata e merlata, che nel linguaggio araldico indica la forza. È accostata da due marchi di stadera (uno per lato). Lo scudo è sormontato da una testa di uomo con collarino alla spagnola, racchiuso da volute. Da ciò si deduce facilmente che l'arma dei Marchesani significa “marchi sani”, cioè precisi in quanto danno il peso esatto. Poiché la bilancia in araldica significa giustizia, equità e moderazione, secondo Iorio i Marchesani fecero dell'onestà e della precisione la loro bandiera.